# Marija Golubeva

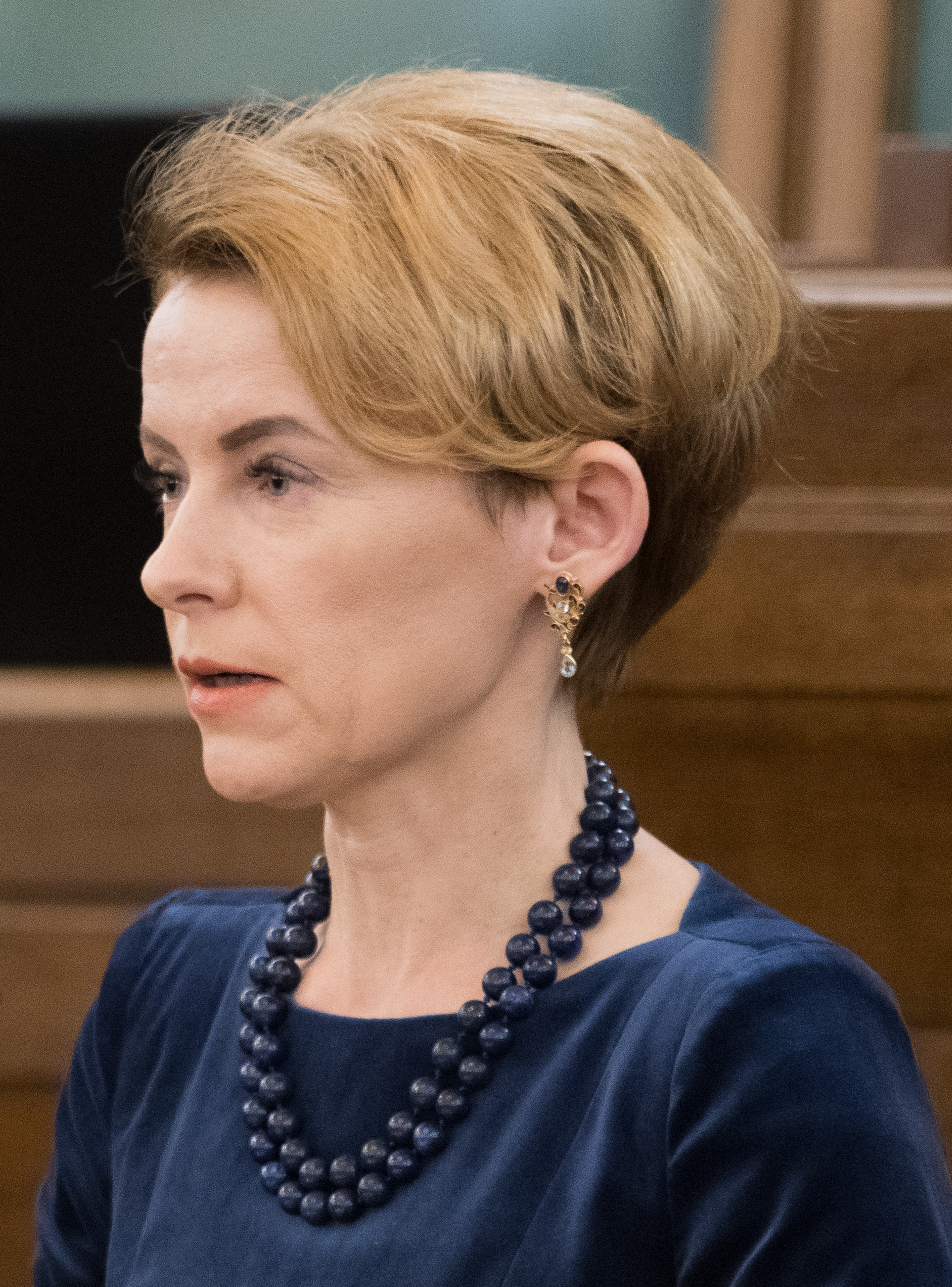
Marija Golubeva

Marija Golubeva (* 1973 in Riga) ist eine lettische Politikerin der Kustība Par!. Vom 3. Juni 2021 bis 16. Mai 2022 war sie Innenministerin im Kabinett Kariņš I.

## Leben
Nach ihrem Schulabschluss studierte Golubeva ab 1990 Anglistik an der Universität Lettlands in Riga und schloss 1994 mit einem Bachelor ab. Diesem folgte ein Auslandsstudium an der Central European University in Budapest, dass sie 1995 mit einem Master der Geschichte abschloss. Anschließend besuchte sie die University of Cambridge, wo sie 2000 im Fachbereich Geschichte promovierte.
Von 1999 bis 2001 war sie als Dozentin an der Lettischen Kulturakademie tätig. Später war sie von 2001 bis 2002 geschäftsführende Leiterin des Instituts für Politikwissenschaft der Stradiņš-Universität Riga. Im Jahr 2002 wurde sie Leiterin eines Forschungszentrums an der Hochschule Vidzeme. Zwischen 2003 und 2004 arbeitete Golubeva als Referentin in der Staatskanzlei und von 2004 bis 2012 sowie von 2014 bis 2016 als Forschungsmitarbeiterin am Politikforschungszentrum PROVIDUS. Zwischen 2013 und 2014 war sie für die Beratungsfirma ICF als Consultant tätig.

### Politik
Im Jahr 2017 gehörte Marija Golubeva zu den Mitbegründern der liberalen Kustība Par! („Bewegung Dafür!“) und wurde direkt in den Parteivorstand gewählt.
Bei der Parlamentswahl 2018 trat ihre Partei im Wahlbündnis Attīstībai/Par! („Entwicklung/Für!“) an. Dieses zog mit 13 Abgeordneten ins Parlament (Saeima) ein, wobei Golubeva eines dieser Mandate erzielen konnte. Dort wurde sie in der Folgezeit als stellvertretende Sekretärin Mitglied des Präsidiums. Ab Januar 2021 übernahm sie zudem den Fraktionsvorsitz der Attīstībai/Par! Bei der Regierungsumbildung nach dem Ausschluss der KPV-LV-Minister, wurde sie am 3. Juni 2021 als Nachfolgerin von Sandis Ģirģens Innenministerin im Kabinett Kariņš. Sie hat die lettische Reaktion auf die Flüchtlingskrise in der Ukraine nach dem Ausbruch der russischen Aggression in der Ukraine entwickelt und umgesetzt und die Zusammenarbeit mit der Ukraine und der Republik Moldau im Bereich Inneres gefördert. Nur ein knappes Jahr nach ihrer Ernennung trat sie, nach Zwischenfällen bei prorussischen Demonstrationen am 9./10. Mai, auf Druck des Koalitionspartners Nationale Vereinigung, am 16. Mai 2022 zurück. Bei den Parlamentswahlen 2022 scheiterte die Partei Golubevas knapp an der 5%-Hürde. Zusammen mit dem gesamten Vorstand trat sie daraufhin zurück.
Golubeva war, nach Edgars Rinkēvičs, das zweite offen homosexuelle Parlaments- und Kabinettsmitglied in der Geschichte Lettlands.

## Schriften
- The glorification of Emperor Leopold I in image, spectacle and text. von Zabern, Mainz 2000, ISBN 978-3805327046
- mit Robert Gould: Shrinking Citizenship: Discursive Practices That Limit Democratic Participation in Latvian Politics. (On the Boundary of Two Worlds). Rodopi, 2010, ISBN 978-9042031333.
- Models of Political Competence: The Evolution of Political Norms in the Works of Burgundian and Habsburg Court Historians, c. 1470-1700 (Brill's Studies in Intellectual History). Brill, 2013, ISBN 978-9004231054.